# البحباحة (ولاية سطيف)
البحباحة قرية جزائرية تتبع ولاية سطيف وتقع في دائرة بني عزيز على بعد 3 كم من مقر الدائرة وعلى بعد 63كم من مقر الولاية.
هي منطقة جميلة رغم أنها لا تزال تعاني من التهميش إلا أنها تحتوي على تروة غابية ومناظر خلابة، أُطلق عليها هذه التسمية في وقت الإستعمار الفرنسي وهي كلمة مشتقة من كلمة بحبوحة، ولها عدّة معاني منها الرفاهية والإستجمام